# پارادوکس باناخ–تارسکی

آیا می‌توان کره‌ای را به چند زیرمجموعهٔ متناهی از نقاط تقسیم کرد و و سپس دو کرهٔ همسان با کرهٔ اول از آن‌ها ساخت به طوری که شعاع‌های آنها تغییر نکند؟

دو ریاضیدان لهستانی به نام‌های، آلفرد تارسکی و استفان باناخ در سال ۱۹۲۴ میلادی به کمک اصل انتخاب ثابت کردند که کره‌ای با شعاع یک واحد، در فضایِ اقلیدسیِ ۳ بعدی را می‌توان به تعداد شمارا زیر مجموعهٔ مجزا افراز کرد و بعد با حرکت‌های انتقال و دوران (صلب) این تکه‌ها را دوباره کنار هم گذاشت، به‌طوری که در انتها دو کره با شعاع یک واحد داشته باشیم.
در سال ۱۹۴۷ ر.م. رابینسون تعداد قطعات را از شش به پنج تقلیل داد.
آنچه باعث می‌شود نام این قضیه را پارادوکس بگذارند، عدم تطابق آن با شهود متعارف انسان‌ها از «اندازه» یا «حجم» است و اینکه با حرکت‌هایِ صلب به ظاهر نمی‌شود حجم یا اندازهِ مجموعه‌ای را بزرگ یا کوچک کرد.